# Patrick Demarchelier

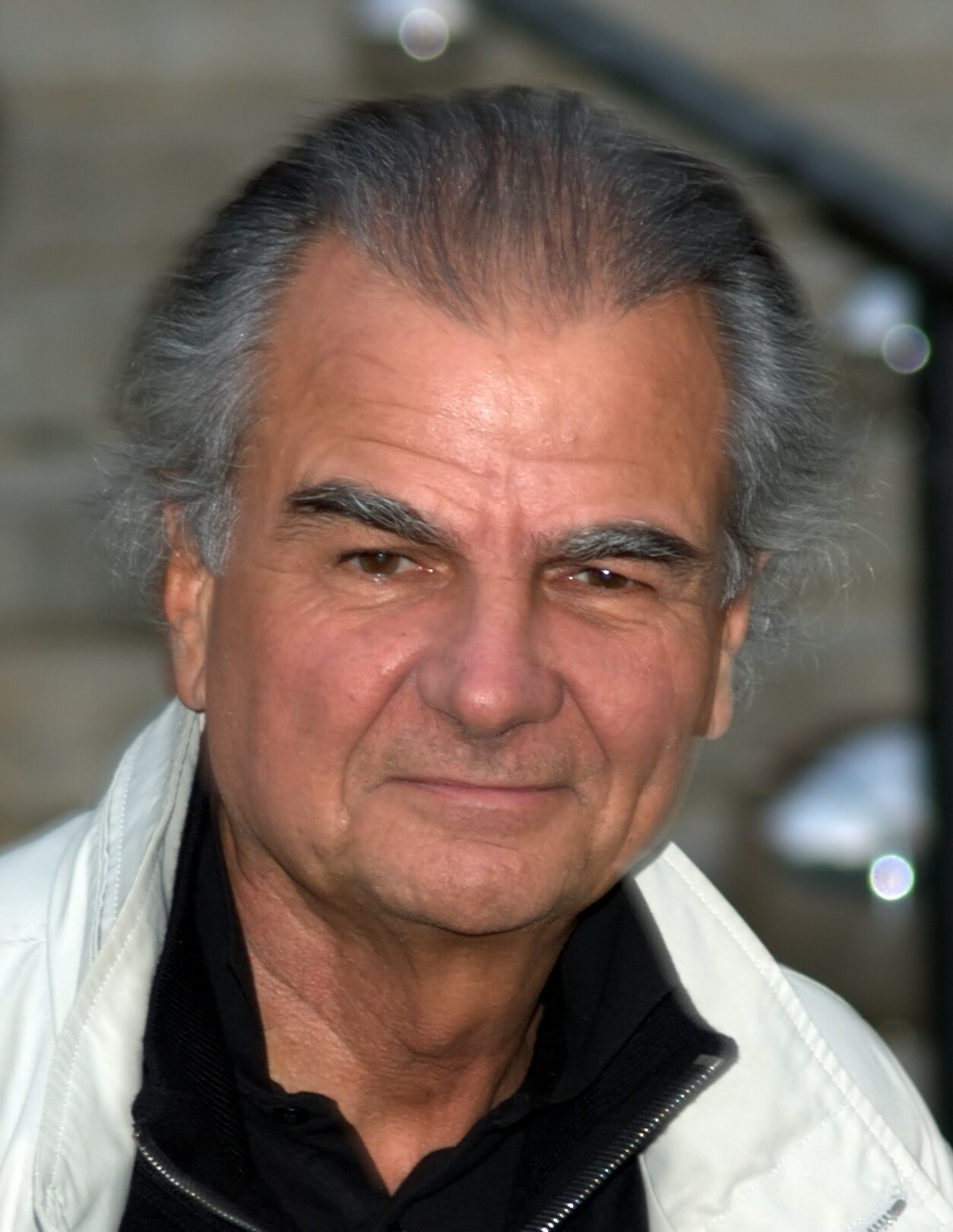
Patrick Demarchelier, 2010.

Patrick Demarchelier, född 21 augusti 1943 i Le Havre i Seine-Maritime, död 31 mars 2022 i New York, var en fransk modefotograf.